# Luis García Pimentel
Luis García Pimentel (Ciudad de México, 1855 - ibídem, 31 de agosto de 1930) fue un bibliógrafo, historiador y académico mexicano.

## Semblanza biográfica
Fue hijo del también bibliógrafo e historiador Joaquín García Icazbalceta, a quien ayudó realizando facsímiles de portadas, grabados y litografías. Fue educado en la tradición católica. Junto con un grupo de amigos articulistas colaboró para el periódico El Tiempo, se les llegó a conocer como la "pandilla semieclesiástica".
Fue miembro de la Real Academia de la Historia de Madrid y de la Sociedad de Geografía y Americanistas de París. Fue miembro fundador de la Academia Mexicana de la Historia, ocupando el sillón N° 4 de 1919 a 1930.
Fue diputado del Partido Católico Nacional, durante el período presidencial de Francisco I. Madero. Murió el 31 de agosto de 1930 con el título de Camarero Secreto de Su Santidad.

## Obras y publicaciones
Continuó la recopilación que inició su padre y realizó ensayos fotolitográficos de la obra Bibliografía del siglo XVI. Entre sus obras destacan:
- El monumento elevado en la ciudad de México a Cristóbal Colón. Descripción e historia en 1879.
- Información del Arzobispado de Méjico en 1870 publicada en 1897.
- México a través de los siglos, vol. V. La reforma, publicada en 1884.
- Relación de los obispados de Tlaxcala, Michoacán, Oaxaca y otros lugares en el siglo XVI: manuscrito de la colección del señor don Joaquín García Icazbalceta, publicado en 1904.
- Vocabulario de mexicanismos publicada en 1905, obra póstuma de su padre.
- Documentos históricos en cinco volúmenes publicados de 1903 a 1907.